# Pumpspeicherkraftwerk Kiew

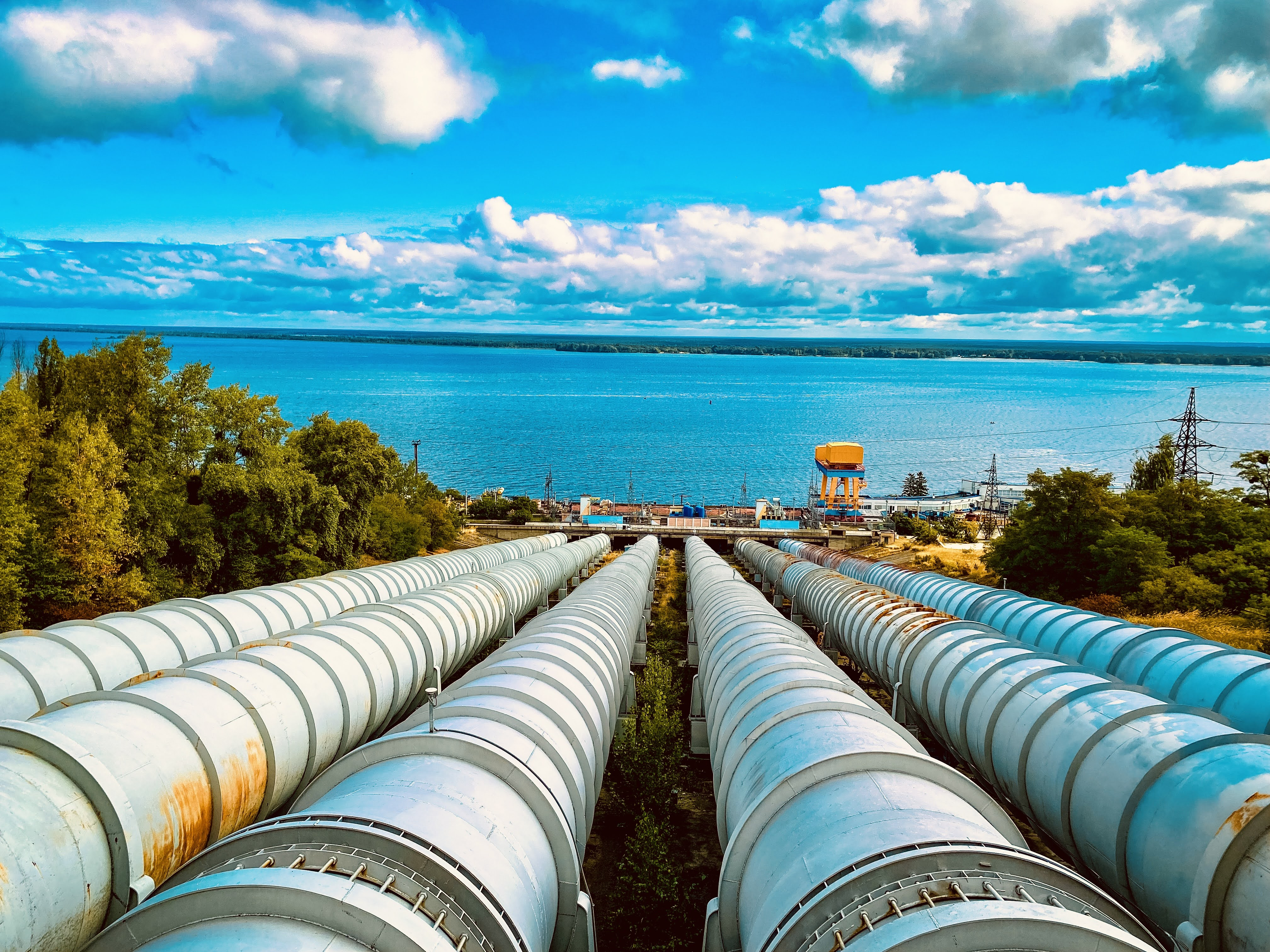
Druckrohre des Pumpspeicherkraftwerks

Das Pumpspeicherkraftwerk Kiew ist ein Wasserkraftwerk des Energieversorgungsunternehmens Ukrhidroenerho am Fluss Dniepr in der Ukraine.

## Beschreibung
Das Kraftwerk liegt etwa 20 km nördlich von Kiew im Gebiet der Stadt Wyschhorod. Es nutzt das Wasser der Flüsse Dnepr (ukrainisch: Dnipro) und Prypjat, das in einem Stausee mit 922.922 km² Fläche, dem Kiewer Meer, gespeichert ist. In den 1960er Jahren wurde in der weiten Flussniederung ein Absperrbauwerk von 41 km Länge errichtet, um beim Hauptkraftwerk am Dnepr das nutzbare Gefälle von 38 m zu erreichen.
Am Westufer des Kiewer Meers drei Kilometer nordwestlich des Flusskraftwerks wurde von 1963 bis 1972 zusätzlich ein Pumpspeicherwerk gebaut, um zu Schwachlastzeiten eine weitere Kraftreserve zu schaffen. Dazu dient ein auf dem Hochplateau westlich des Stausees gelegenes, künstlich angelegtes Reservoir mit der Fläche von rund einem Quadratkilometer und einem Volumen von 3.700.000 m³. Der Höhenunterschied zwischen dem Kiewer Meer und dem Oberbecken beträgt 70 m.
Mit dem Wasser aus dem oberen Reservoir erzeugt das Kraftwerk zu Spitzenlastzeiten mit drei Wasserturbinen sowie den drei Generatoren der Pumpturbinen bis zu 235 Megawatt elektrische Leistung. Sechs Druckrohre mit einem Durchmesser von 3,8 m führen vom Oberbecken zum Maschinenhaus am Ufer des Kiewer Meers.
1987 bis 1989 und 1997 bis 2002 wurden Teile der hydraulischen Anlagen und der elektrischen Einrichtungen erneuert.